# Gwynneville (Australien)
Gwynneville ist ein Stadtteil von Wollongong in New South Wales, Australien, der sich etwa zwei Kilometer nordwestlich des Stadtzentrums befindet. Bei der Volkszählung 2021 lebten 3139 Menschen in Gwynneville.

## Geschichte
Der Ort wurde ursprünglich Gwynne Ville nach der Familie Gwynne benannt, die das Grundstück besaß. Es wurde in zwei großen Parzellen verkauft, die beide unterteilt wurden. Das erste Gebiet, das John Gwynne gehörte, bestand aus 86 Parzellen und wurde am 3. März 1886 versteigert. Der zweite Abschnitt, der von der Northfields Avenue, der Gipps Road und dem Murphyʼs Lane begrenzt wird, wurde am 27. November 1886 in 47 Parzellen von William J. Gwynne versteigert.